# Шура (іслам)
Шура́ (شورَى‎ — консультація) — канонічний принцип публічної влади в ісламському світі.
Шурою (радою) як органу, що представляє інтереси громади мусульман, може бути громада країни або община всіх мусульман в халіфаті — умма. Принцип Шури є принципом проведення консультацій влади – глави мусульманської громади (халіфа) з громадськістю (мусульманською громадою). Суть класичного розуміння цього принципу: влада при прийнятті рішень має знати позицію громади, проконсультуватися з Шурою.
Принцип Шури в ісламі - це, по суті, аналог демократичного принципу в західній політичній думці. Він базується на трьох основних заповідях. По-перше, всі люди в будь-якому суспільстві мають рівні людські та громадянські права. По-друге, публічні питання найкраще вирішуються уявленнями більшості. І, по-третє, три інші принципи справедливості, рівності та людської гідності, які є моральним ядром ісламу, і від яких випливають всі ісламські концепції людських та цивільних прав, найкраще реалізуються як в особистому, так і в суспільному житті під управлінням шури.
Шура, як принцип, коріниться в самому Корані. Коран визначив шуру як принцип, а не як систему управління.
В ранній ісламській історії – рада виборців, яка складалася з другого халіфа (глави мусульманської громади), Умара I (634-644), призначена, щоб обрати його наступника. Згодом у мусульманських країнах шура (в різних випадках) призначала державну раду, або радників суверена, парламент (в сучасний час), а в деяких арабських країнах – суддю, який мав юрисдикцію щодо скарг громадян та посадових осіб проти уряду.

## 42 сура Корану «Аш-шура»
42-а сура (розділ) Корану має назву "Аш-Шура" (Рада), має одна з сур Корану, в який йде мова щодо божої милості та визначаються  основи життя мусульман:
- «Те, що вам дано є насолодою земного життя. А те, що в Аллаха, є кращим і вічним — для тих, які увірували та покладають сподівання на свого Господа;
- які уникають важких гріхів і всього мерзенного, а коли гніваються, то прощають;
- які відповідають своєму Господу, звершуючи молитву, радяться між собою у справах та жертвують із того, чим Ми наділили їх.» (Коран, 42:36-38)[3]